# Bissorã
Bissorã – miasto w północnej Gwinei Bissau w regionie Oio. Czwarte co do wielkości miasto kraju, które w 2009 roku liczyło sobie 9520 mieszkańców.
Bissorã jest stolicą rozległego sektora o powierzchni 1123 km², który zamieszkuje 56585 osób, większość mieszkańców pochodzi z ludu Balanta, część z ludu Fulani i Mandinka.

## Historia
W 1910 r. Portugalczycy utworzyli posterunek wojskowy w Bissorã, który następnie był wielokrotnie atakowany.
W 1968 r. Miasto otrzymało herb z insygniami małego miasteczka (Vila).
Podczas portugalskiej wojny kolonialnej, która trwała w Gwinei Bissau w latach 1963–1974 tereny te były miejscem walk, w mieście stacjonowała armia portugalska (m.in. Companhia de Caçadores nr 13).
Po rewolucji goździków w Portugalii w 1974 r. i późniejszym pośpiesznym wycofaniu portugalskich sił zbrojnych wielu członków afrykańskich stowarzyszeń, takich jak Grupos Especiais. Tych, którzy nie ewakuowali się do Portugalii ani do sąsiedniej Gwinei stracono z pogwałceniem prawa międzynarodowego przez zwycięskiego PAIGC na polecenie prezydenta Luísa Cabrala. Bissorã było miejscem największej masakry, w której nieznana liczba więźniów została stracona i pochowana w anonimowych masowych grobach w okolicy.
W maju 2017 r. Rząd rozpoczął instalację lokalnej sieci zasilanej energią słoneczną w Bissorã, która umożliwi oświetlenie uliczne w ciągu dziesięciu miesięcy od miasta.